# Protosteira spectabilis
Protosteira spectabilis là một loài bướm đêm trong họ Geometridae.